# Curling al IX Festival olimpico invernale della gioventù europea
Le gare di curling al IX Festival olimpico invernale della gioventù europea si sono svolte dal 16 al 20 febbraio 2009 a Bielsko-Biała, in Polonia.

## Podi
| Evento           | Oro      | Argento     | Bronzo    |
| Torneo maschile  | Svizzera | Regno Unito | Norvegia  |
| Torneo femminile | Germania | Svizzera    | Danimarca |